# Babiec-Wrzosy
Babiec-Wrzosy – kolonia w Polsce położona w województwie mazowieckim, w powiecie sierpeckim, w gminie Rościszewo.
W latach 1975–1998 miejscowość administracyjnie należała do województwa płockiego.